# Дидендорф
Дидендорф (фр. Diedendorf) је насеље и општина у источној Француској у региону Алзас, у департману Доња Рајна која припада префектури Саверн.
По подацима из 2011. године у општини је живело 331 становника, а густина насељености је износила 32,74 становника/km². Општина се простире на површини од 10,11 km². Налази се на средњој надморској висини од 270 метара (максималној 286 m, а минималној 220 m).

## Демографија
| 1962. | 1968. | 1975. | 1982. | 1990. | 1999. | 2011. |
| ----- | ----- | ----- | ----- | ----- | ----- | ----- |
| 405   | 411   | 403   | 344   | 329   | 347   | 331   |

График промене броја становника у току последњих година